# Черемшанка (Сорокинский район)
Черемша́нка — деревня в Сорокинском районе Тюменской области России. Входит в состав Готопутовского сельского поселения.

## География
Деревня находится на юго-востоке Тюменской области, в пределах юго-западной части Западно-Сибирской низменности, в подтаёжно-лесостепной подзоне, на правом берегу реки Черемшанка, на расстоянии примерно 26 км (по прямой) к северо-востоку от Большого Сорокина, административного центра района. Абсолютная высота — 79 м над уровнем моря.

### Климат
Климат континентальный с холодной продолжительной зимой и тёплым относительно коротким летом. Средняя температура воздуха самого холодного месяца (января) — −19 °C (абсолютный минимум — −49 °C); самого тёплого месяца (июля) — 21 °C (абсолютный максимум — 40 °С). Среднегодовое количество атмосферных осадков составляет 505 мм, из которых 361 мм выпадает в тёплый период.

### Часовой пояс
Деревня Черемшанка, как и вся Тюменская область, находится в часовой зоне МСК+2. Смещение применяемого времени относительно UTC составляет +5:00.

## Население
| 2010 |
| ---- |
| 96   |

### Половой состав
По данным Всероссийской переписи населения 2010 года в половой структуре населения мужчины составляли 49 %, женщины — соответственно 51 %.

### Национальный состав
Согласно результатам переписи 2002 года, в национальной структуре населения русские составляли 96 % из 110 чел.